# Brit Columbia
Brit Columbia (angolul: British Columbia (BC), franciául: la Colombie-Britannique (C.-B.)) Kanada legnyugatibb tartománya, „a Csendes-óceán kapujának” is nevezik. Területe akkora mint Németország, Franciaország, Hollandia, Ausztria és Belgium együttvéve. A gyönyörű fjordokról és fenyőerdőkről híres tartomány kedvelt turisztikai célpont, de itt található Kanada kevés borvidékeinek egyike, az Okanagan, ahol kiváló almabort készítenek. 2008-as becslés alapján a lakosság 4 428 356 fő.

## Földrajza

### Fekvése
Brit Columbiát nyugatról a Csendes-óceán, keletről a Sziklás-hegység és Alberta, délről az USA 3 állama (Washington, Idaho, Montana), északról Yukon terület és Alaszka határolja

### Vízrajz
Nagyon sok folyót találhatunk a tartományban. Ezek közül a legnagyobbak a Columbia, a Stikine-folyó, a Thompson, és Fraser folyók.

A tavak közül a legjelentősebbek a Shupswap, Kalamalka és Okanagan tó.

### Tájegységek
A tartomány 4 nagy térségre osztható:
- a Sziklás-hegység keleten meredek, 3000 m-nél magasabb hegyvonulatokat képez
- a Középső-fennsík (Central plateau) melyet az egykori glaciális mozgások alakítottak ki
- a Parti-hegység (Coast Range) mely még magasabb vonulatokat képez, mint a Sziklás-hegység
- valamint a közel 6000 sziget, melynek nagy része lakatlan. A legnagyobb a Vancouver-sziget, melyen kb. 765 ezren élnek.

### Nemzeti parkok
Brit Columbiában 7 nemzeti park található Kanada nemzeti parkjai közül.:
- Glacier NP: A Glacier Nemzeti Park a Columbia-hegységben található, területe 1.349 km². A kiterjedt gleccserek mellett a nemzeti parkban található a Kanada egyik legkorábbi közlekedési útvonalának is emléket állító Rogers Pass nemzeti történeti emlékhely is. A nemzeti parkot 1886-ban alapították.
- Gwaii Haanas NP: A Gwaii Haanas Nemzeti Park és Haida Világörökségi Terület a Sarolta királynő (Qween Charlotte)-szigetek déli részén található. A nemzeti parkot 1993-ban alapították, és a kanadai kormányzat, valamint a Haida nép (indián őslakosok) közös kormányzata irányítja. A Gwaii Haanas a Sarolta királynő-szigetek elnevezése az őslakosok nyelvén. A szigetekre csak tengeri kajakkal, hajóval, vagy charter-rendszerű hidroplánnal lehet belépni.
- Kootenay NP: A Kootenay Nemzeti Park Brit Kolumbia délkeleti, illetve Alberta tartomány délnyugati részén terül el, a kanadai Sziklás-hegység területén, összesen 1406 km²-en, és egyben világörökségi terület is. A nemzeti park 918 és 3424 m közötti tengerszint feletti magasságban terül el, és keletről a Banff Nemzeti Parkhoz, északról a Yoho Nemzeti Parkhoz csatlakozik. 1920-ban alapították.
- Mount Revelstoke NP: A Mount Revelstoke Nemzeti Park 260 km² nagyságú, a Columbia hegységben, a Glacier Nemzeti Park közelében helyezkedik el. 1914-ben alapították, területén található a világ egyetlen nem partvidéki mérsékelt övi esőerdeje.
- Pacific Rim NP: A Pacific Rim Nemzeti Park Vancouver-sziget délnyugati partvidékén található, 3 elkülönülő területet foglal magába. Teljes területe 511 km², mely szárazföldet és tengeri területeket egyaránt felölel. Legnagyobb értéke a szigetet borító mérsékelt övi esőerdő diverz növény- és állatvilága.
- Yoho NP: 1313 km² kiterjedésű, a legkisebb a kanadai Sziklás-hegységben található 4 nemzeti park közül. A nemzeti parkok, valamint 3 további regionális védett terület együttesen alkotják a Kanadai Sziklás-hegység Világörökségi Területet.
- Gulf Islands NP: A Gulf Islands Nemzeti Park 33 km² kiterjedésű, 16 szigetet, tengeröblöket és zátonyokat foglal magában. A nemzeti park a Vancouver-sziget délkeleti részén elhelyezkedő szigetvilágot öleli fel, a legközelebbi város Sidney. 2003-ban alapították.

A szövetségi nemzeti parkok mellett regionális védett területek, ökológiai rezervátumok, összesen mintegy 800 különböző terület áll természetvédelmi oltalom alatt. Ez a tartomány 12,5%-a, összesen 114 000 km².

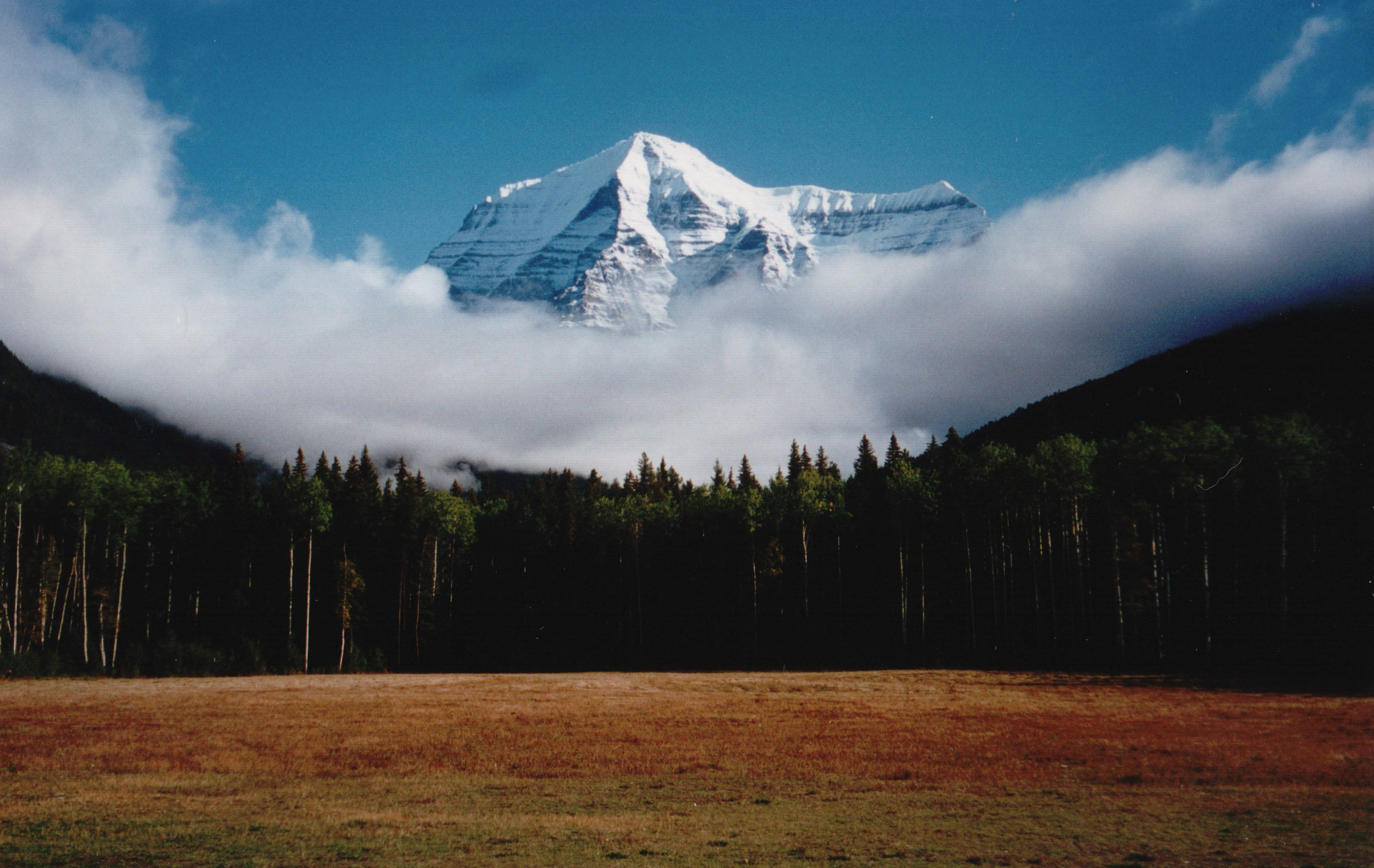
Mount Robson, Canadian Rockies, B.C.

### Éghajlat
A Vancouvertől északra és keletre lévő hegyek megvédik a várost és környékét a hideg északi szelektől így a város környékének éghajlata nagyon kellemes. Itt található Kanada egyetlen óceáni éghajlatú területe. Így Vancouveré a legmelegebb Kanadai város címe, és itt a legmelegebb a tél az országban. Az óceáni éghajlatnak köszönhetően itt vannak a legnagyobb esők, amelyek a tartomány belseje felé fokozatosan csökkennek. Így míg Vancouverben az éves csapadékmennyiség elérheti a 3000–4000 mm-t, addig a tartomány belsejében már csak 300 mm esik évente. Ezt a kis területet kivéve a tartomány éghajlata hegyvidéki az erre jellemző adatokkal: hosszú hideg tél, rövid és mérsékelt nyár.

## Történelme

### Európai érintkezés előtt
Az európai bevándorlók előtt Brit Columbiát számos indián nép lakta. A bella coola, haida, kwakiutl, nutka, salis és csimsian voltak a legjelentősebbek. Kiváló halászok és bálnavadászok voltak, jelentős számú totemoszlopot és cédrusházat hagytak ránk.

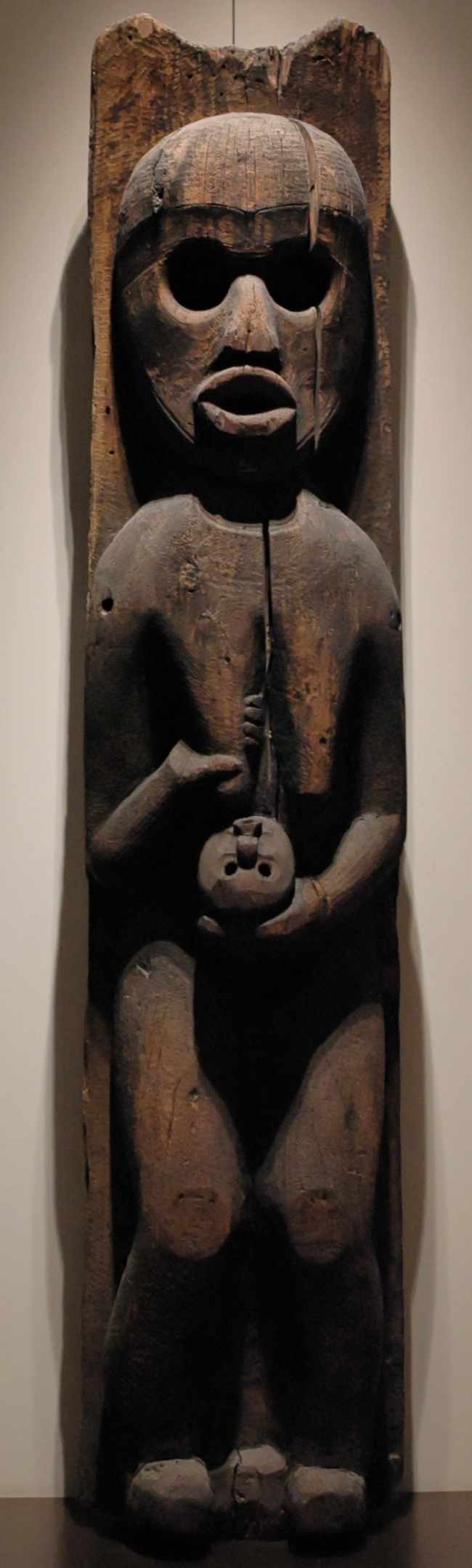
Kwakwaka'wakw indián szobor, 19. sz 2. fele

### Brit Columbia felfedezése és megalakulása
Az első európai, aki Brit Columbiát láthatta az Sir Francis Drake volt, aki 1579-ben kutatott az akkoriban sokak által keresett északnyugati átjáró után. De csak 200 évvel később, 1778-ban lépett először európai ember Brit Columbia földjére a brit James Cook személyében, ő is az északnyugati átjáró nyomában járt itt. 1786-ra ugyanezen a helyen (Vancouver-sziget) már folyt a szőrmekereskedés, természetesen a britek által.
Miközben folyt az amerikai függetlenségi háború, Nagy-Britannia és Spanyolország közt majdnem kitört egy háború a terület birtoklásáért, de a spanyolok meghátrálása következtében a terület brit fennhatóság alá került, és 1792 a britek George Vancouver kapitány vezetésével megkezdték az új gyarmat feltárását.
A területen egyre több társaság alakított ki kereskedelmi állomásokat, és a rivalizálás is egyre nagyobb lett köztük. Az 1800-as évek elejére 2 nagy társaság versengett az állomásokért: a Hudson's Bay Company és a North West Company. A „háborút” az előbbi, a Hudson's Bay nyerte 1821-ben az NW co. magába olvasztásával. Így 30 éven át uralta a terület szőrmekereskedelmét.
A területet az USA terjeszkedésével újabb háború veszélyeztette, ezúttal Nagy-Britannia és az USA között, de ezt is békésen oldották meg az 1846-os Oregon megállapodással.
A tartományt 1858-ban bevándorlók árasztották el, a Fraser folyóban ugyanis aranyat találtak. Ugyanebben az évben egyesítették a területet egy gyarmattá, azaz Brit Columbiává, de a nevét később, 1866-ban kapta Viktória királynőtől. Végül 1871-ben csatlakozott a Kanadai Szövetséghez, és így Kanada 6. tartománya lett.

## Népesség

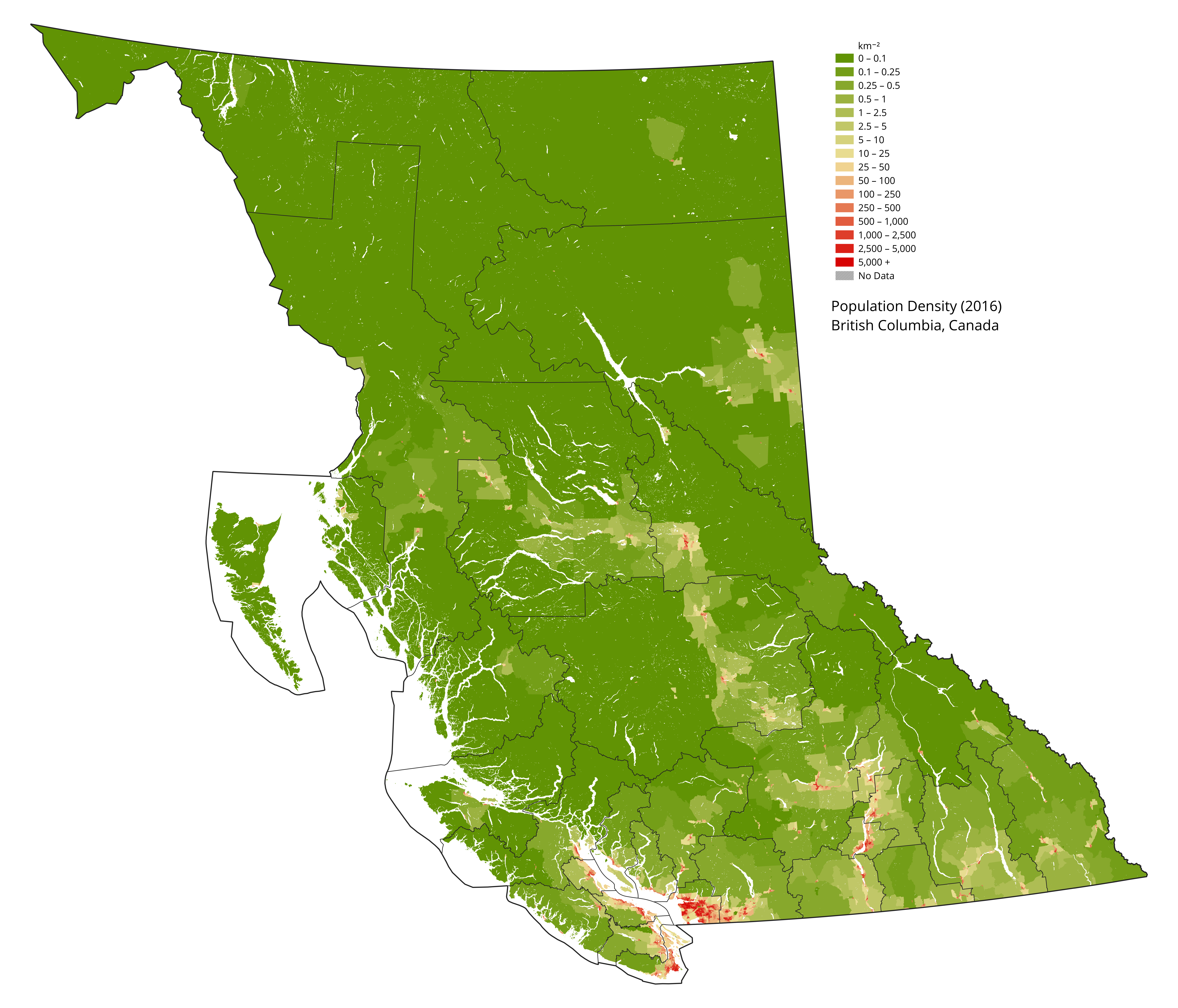
Brit Columbia népsűrűségi térképe (2016)

A többség angolszász eredetű, a második legnagyobb csoportot az ázsiaiak alkotják, melyeknek száma az 1970-es évek óta radikálisan megnőtt. A magyar lakosság száma eléri a 43 515 főt, ez a tartomány 1,12%-a.
A tartomány lakosságának 60%-a az Alsó-Szárazföld (Lower Mainland) nevű területen összpontosul, amihez Nagy-Vancouver és a Fraser-völgy tartozik. A Vancouver körüli agglomerációban a tartomány népességének kb. 50%-a él.

### Legnépesebb települések
| Kép       | Rang | Város      | Regionális kerület | Népesség | Rang | Város           | Regionális kerület | Népesség | Kép      |
| --------- | ---- | ---------- | ------------------ | -------- | ---- | --------------- | ------------------ | -------- | -------- |
| Vancouver | 1.   | Vancouver  | Metro Vancouver    | 662 248  | 11.  | Nanaimo         | Nanaimo            | 99 863   | Burnaby  |
| Vancouver | 2.   | Surrey     | Metro Vancouver    | 568 322  | 12.  | Kamloops        | Thompson-Nicola    | 97 902   | Burnaby  |
| Vancouver | 3.   | Burnaby    | Metro Vancouver    | 249 125  | 13.  | Chilliwack      | Fraser Valley      | 93 203   | Burnaby  |
| Vancouver | 4.   | Richmond   | Metro Vancouver    | 209 937  | 14.  | Victoria        | Capital            | 91 867   | Burnaby  |
| Vancouver | 5.   | Abbotsford | Fraser Valley      | 153 524  | 15.  | Maple Ridge     | Metro Vancouver    | 90 990   | Burnaby  |
| Surrey    | 6.   | Coquitlam  | Metro Vancouver    | 148 625  | 16.  | North Vancouver | Metro Vancouver    | 88 168   | Richmond |
| Surrey    | 7.   | Kelowna    | Central Okanagan   | 144 576  | 17.  | New Westminster | Metro Vancouver    | 78 916   | Richmond |
| Surrey    | 8.   | Langley    | Metro Vancouver    | 132 603  | 18.  | Prince George   | Fraser-Fort George | 76 708   | Richmond |
| Surrey    | 9.   | Saanich    | Capital            | 117 735  | 19.  | Port Coquitlam  | Metro Vancouver    | 61 498   | Richmond |
| Surrey    | 10.  | Delta      | Metro Vancouver    | 108 455  | 20.  | North Vancouver | Metro Vancouver    | 58 120   | Richmond |

### Legnépesebb agglomerációk
| Agglomeráció                                | Népesség  |
| ------------------------------------------- | --------- |
| Vancouver Census metropolitan area          | 2 642 825 |
| Victoria Census metropolitan area           | 397 237   |
| Kelowna Census metropolitan area            | 222 162   |
| Abbotsford–Mission Census metropolitan area | 195 726   |
| Nanaimo Census metropolitan area            | 115 459   |
| Kamloops Census metropolitan area           | 114 142   |
| Chilliwack Census metropolitan area         | 113 767   |
| Prince George Census agglomeration          | 89 490    |
| Vernon Census agglomeration                 | 67 086    |
| Courtenay Census agglomeration              | 63 282    |

## Gazdasága
Brit Columbia számtalan természeti kinccsel rendelkezik. A legjelentősebbek a fa, hal és ércek (réz, cink, arany, ólom), de az Okanagan-völgyben gyümölcstermesztés is van. Ezeken kívül találunk még kőolaj és földgáz kitermelést is. A fő bevételi forrás mégis a turizmus.